# Maiburg (Naturschutzgebiet)
Die Maiburg ist ein Naturschutzgebiet in den niedersächsischen Gemeinden Bippen in der Samtgemeinde Fürstenau und Eggermühlen in der Samtgemeinde Bersenbrück im Landkreis Osnabrück.
Das Naturschutzgebiet mit dem Kennzeichen NSG WE 243 ist 181 Hektar groß. Ein kleiner Teil des Naturschutzgebietes ist Bestandteil des FFH-Gebietes „Bäche im Artland“. Das Gebiet, das vollständig vom Landschaftsschutzgebiet „Naturpark Nördlicher Teutoburger Wald – Wiehengebirge“ umgeben ist, steht seit dem 4. Dezember 2004 unter Naturschutz. Zuständige untere Naturschutzbehörde ist der Landkreis Osnabrück.
Das Naturschutzgebiet liegt südlich von Bippen auf der Ankumer Höhe. Es stellt einen Teil eines großflächigen Waldgebietes unter Schutz, das natürlicherweise von bodensaurem Buchenwald geprägt wäre. Zum Zeitpunkt der Unterschutzstellung wuchsen auf einem großen Teil des Gebietes standortfremde Nadelgehölze. Langfristig soll auf der gesamten potentiellen Buchenwaldfläche wieder Buchenwald entwickelt werden. An mehreren Stellen entspringen Bäche, die teilweise tiefe Kerbtäler in den Boden gewaschen haben. An den feuchten Quellbereichen und Bachabschnitten sind Auwälder zu finden.
Das Naturschutzgebiet ist über Forstwege zugänglich.